# Hadena lucida
Hadena lucida là một loài bướm đêm trong họ Noctuidae.